# Liste des sites mégalithiques du Connacht
Cette liste non exhaustive recense les principaux sites mégalithiques du Connacht, triés par comté. La province du Connacht rassemble cinq comtés de l'ouest de l'Irlande.

## Comté de Galway
| Site                 | Type   | Notes | Coordonnées         | Image |
| -------------------- | ------ | ----- | ------------------- | ----- |
| Pierre de Turoe (en) | Menhir |       | 53° 15′ N, 8° 33′ O |       |

## Comté de Mayo
| Site         | Type              | Notes | Coordonnées                 | Image |
| ------------ | ----------------- | ----- | --------------------------- | ----- |
| Faulagh (en) | Site mégalithique |       | 54° 16′ 00″ N, 9° 47′ 00″ O |       |

## Comté de Roscommon
| Site                         | Type    | Notes | Coordonnées                 | Image |
| ---------------------------- | ------- | ----- | --------------------------- | ----- |
| Carnfree (en)                | Menhirs |       |                             |       |
| Pierre de Castlestrange (en) | Menhir  |       | 53° 35′ 06″ N, 8° 16′ 14″ O |       |
| Dolmen de Meehambee (en)     | Dolmen  |       | 53° 24′ 43″ N, 8° 01′ 11″ O |       |

## Comté de Sligo
| Site                                      | Type                  | Notes                        | Coordonnées                 | Image |
| ----------------------------------------- | --------------------- | ---------------------------- | --------------------------- | ----- |
| Cimetière mégalithique de Carrowkeel (en) | Dolmens               | 14 dolmens et cairns         | 54° 03′ 12″ N, 8° 22′ 40″ O |       |
| Carrowmore                                | Dolmens               | Environ 30 dolmens et cairns | 54° 15′ 03″ N, 8° 31′ 09″ O |       |
| Listoghil (en)                            | Monument mégalithique | Fait partie de Carrowmore    | 54° 15′ 03″ N, 8° 31′ 09″ O |       |
| Meabh's Cairn                             | Cairn                 |                              | 54° 15′ 32″ N, 8° 34′ 29″ O |       |